# Предноезична съгласна
Предноезичните съгласни (коронални консонанти) са съгласни, които се учленяват с гъвкавата предна част на езика. Поради голямата гъвкавост на предната част на езика, обхващат множество места на учленение, обединени в три групи - ламинални, върхови и подвърхови.